# Caesar Caspar Aronsfeld
Caesar Caspar Aronsfeld, auch Cäsar Casper Aronsfeld (* 15. Juli 1910 in Exin, Kreis Schubin, Provinz Posen; † 28. August 2002 in London), war ein britischer Historiker und Journalist deutscher Herkunft.

## Leben
Caesar Caspar Aronsfeld war das älteste von vier Kindern des deutsch-jüdischen Spirituosenhändlers David Aronsfeld (* 21. September 1873 in Exin; † 22. September 1967 in Holon, Israel) und dessen Ehefrau Emma (Rachel) Hertzberg (* 1. April 1889; 28. Februar 1972 in Holon, Israel). Um 1920 kam er mit seiner Familie nach Berlin, nachdem sich sein Vater als überzeugter Deutscher geweigert hatte, die Staatsbürgerschaft der Zweiten Polnischen Republik anzunehmen, und – bedroht von einer Internierung in das Lager von Szczypiorno – gezwungen war, die Heimat zu verlassen. In Berlin studierte er von 1928 bis 1933 an der Friedrich-Wilhelms-Universität Rechtswissenschaften. Als einer der ersten Flüchtlinge aus dem NS-Staat emigrierte er am 19. Mai 1933 nach England, wo er nach kurzem Aufenthalt in London sich in Leeds niederließ und zunächst Nähmaschinen reparierte. 1938 lernte er den Publizisten Alfred Wiener kennen. Für dessen Wiener Library begann er kurz darauf zu arbeiten, zuerst in Amsterdam, wo er mit Wiener, dessen Ehefrau Margarethe, David Cohen, Louis Wolfgang Bondy und Kurt Zielenziger das Jewish Central Information Office (JCIO, 1934 gegründet als „Het Centraal Joodse Informatiebureau“) betrieb, ab 1939 in London.
Am 26. Januar 1948 erhielt er die britische Staatsbürgerschaft. 1966 verließ er die Wiener Library, die er ab 1961 geleitet und für die er ab 1947 das Wiener Library Bulletin herausgegeben hatte, und trat als Leitender Forschungsbeauftragter dem Institute of Jewish Affairs (heute Institute for Jewish Policy Research) bei, einer Tochterorganisation des Jüdischen Weltkongresses. Dort gab er die Journale Patterns of Prejudice und Christian-Jewish Relations heraus. Nachdem er 1985 in den Ruhestand getreten war, engagierte er sich von 1986 bis 1988 für die Association of Jewish Refugees of Great Britain als Herausgeber der AJR Information, deren Redakteur er lange zuvor bereits gewesen war.
Aronsfeld forschte und schrieb über Antisemitismus, speziell über Hitlers Programmschrift Mein Kampf, und die Geschichte der Juden, insbesondere über die Geschichte der deutschen Juden und derjenigen von ihnen, die sich ab dem Viktorianischen Zeitalter im Vereinigten Königreich niedergelassen hatten, auch über jüdische Enemy Aliens während des Ersten Weltkriegs und jüdische Flüchtlinge vor dem NS-Regime.
Durch die Alzheimer-Krankheit zuletzt von weiteren Forschungen abgehalten, verstarb Aronsfeld im Alter von 92 Jahren in London. Aus seiner 50-jährigen Ehe mit der aus Aachen gebürtigen, 1939 nach England emigrierten Helga Kamm (1909–1995) ging eine Tochter hervor.

## Veröffentlichungen (Auswahl)
- Der Selbsthaß des Robert Jaffe. In: Freiburger Rundbrief, 7/2000, S. 34 (online).
- Wanderer from My Birth. Janus Publishing Co., London 1997, ISBN 978-1-85756-355-9.
- Uncle Gustavo in Lima: A Nineteenth-Century German-Jewish Immigrant. In: American Jewish Archives, 46, Heft 1 (Frühjahr/Sommer 1994), S. 13–25 (PDF).
- Was niemand ahnen konnte… In: Die Zeit, Ausgabe Nr. 46 vom 8. November 1991.
- Auschwitz: Whitewash and Hogwash. In: Manna, 22 (1989), S. 5 f. (PDF).
- The prince of liars who told the truth. In: History Today, 39/4 (April 1989), S. 7–9.
- Ernst Lissauer and the Hymn of Hate. In: History Today, 37/12 (1. Dezember 1987), S. 48–50.
- The Christian Mission to the Jews. In: Jewish Quarterly, 34/3 (1987), S. 21 f.
- Spain’s returning Jews. In: History Today, 37/6 (Juni 1987), S. 38–43.
- A German Antisemite in England: Adolf Stöcker’s London Visit in 1883. In: Jewish Social Studies, 49/1 (1987), S. 43–52.
- The Text of the Holocaust. A Study of the Nazi’s Extermination Propaganda 1919–1945. Micah Publications, Marblehead/Massachusetts 1985, ISBN 978-0-916288-17-4.
- The London Times and Hitler. In: Midstream, 31 (1985), S. 39–41.
- Immigration into Britain: The Germans. In: History Today, 35/8 (August 1985).
- ‚Revisionist historians‘ whitewash Julius Streicher. In: Patterns of Prejudice, 19/3 (1985), S. 38–39.
- The first anti‐Semitic international 1882–83. In: Immigrants & Minorities. Historical Studies in Ethnicity, Migration and Diaspora 4/1 (1985), S. 64–75.
- The First Anti-Semitic International. In: Critical Social Policy, 2/3 (Frühjahr 1983), S. 66–73.
- Judaica and Hebraica in German libraries: a review article. In: Journal of Librarianship and Information Science, 16/2 (April 1984), S. 129–132.
- Mein Kampf, 1945–1982. In: Jewish Social Studies, 45, Heft 3/4 (Sommer/Herbst 1983), S. 311–322.
- Book burning in Jewish history: In: Index on Censorship, 1/1982, S. 18 f.
- German Jews in Nineteenth-Century Bradford. In: The Yorkshire Archaeological Journal, 53 (1981), S. 111–117.
- The Big-Lie Historians: Rewriting the Holocaust. In: Australia/Israel Review, 5 (April 1980), S. 26–28.
- Exit Rhodesia: and Beit. In: Contemporary Review, 236/1373 (1980), S. 303–306.
- After the Murders – the Lies. Denials of the Holocaust. Institute for Jewish Affairs, London 1979.
- The Ghosts of 1492. Jewish Aspects of the Struggle for Religious Freedom in Spain 1848–1976. In: Jewish Social Studies Monograph Series, 1, Conference on Jewish Social Studies, New York 1979, ISBN 978-0-910430-00-5, S. 86 ff.
- „Perish Judah!“ Nazi Extermination Propaganda 1920–1945. In: Patterns of Prejudice, 12/5 (1. Januar 1978), S. 17–26.
- The Extermination of the Jews Was No ‚War Crime‘. In: Contemporary Reviews, 231 (1977), S. 145–148.
- A Prophetess of Liberal Education: The Life of Julia Salis Schwabe. In: The New Era, 58/3 (Mai/Juni 1977), S. 49–53.
- Hoax of the Century. In: Patterns of Prejudice, November/Dezember 1976, S. 13–16.
- The National Front: Progress and Prospects. In: AJR Information, 31/10 (Oktober 1976), S. 1.
- Leo Baeck (London) Lodge 1593: The First Thirty Years. B’nai B’rith (London) Lodge no. 1593, London 1975.
- The Nazi Design Was Extermination, Not Emigration. In: Patterns of Prejudice, 9 (Mai/June 1975), S. 22.
- Jewish Bankers and the Tsar. In: Jewish Social Studies, 35, Heft 2 (1973), S. 87–104.
- „Mein Kampf’s“ career since 1945. In: Patterns of Prejudice, 6/4 (1972), S. 26.
- Alfred Wiener (1885–1964). In: Theokratia. Jahrbuch des Institutum Judaicum Delitzschianum, Band 1: 1967–1969, Brill, Leiden 1970, S. 144 ff.
- Well-Meaning Helpers. In: Encounter, 33 (1969), Heft 9, S. 91 f.
- The English Rights Association. In: The Wiener Library Bulletin, 20/4 (1966).
- The Britons Publishing Society. In: The Wiener Library Bulletin, 20/3 (Sommer 1966), S. 33.
- Opposition und Nonkonformismus: Nach den Quellen der Wiener Library. In: Forschungsinstitut der Friedrich Ebert-Stiftung (Hrsg.): Stand und Problematik der Erforschung des Widerstands gegen den Nationalsozialismus. Friedrich-Ebert-Stiftung, Bad Godesberg 1965, S. 68–83.
- Leonard G. Montefiore 1889–1961. In Memoriam. Vallentine, London 1964.
- German Jews in Victorian England. In: Leo Baeck Yearbook, 7 (1962), S. 312–329.
- Mein Kampf – A Best Seller. In: Jewish Social Studies, 20 (1958), S. 3–16.
- German Jews in Britsh Music. In: AJR Information, 12, Heft 6 (London 1957).
- Jewish Enemy Aliens in England during the First World War. In: Jewish Social Studies, 18, Heft 4 (1956), S. 275–283.
- German Jews in Manchester. In: AJR Information, 9/11 (November 1954), S. 7, 10/1 (Januar 1955), S. 7, 10/2 (Februar 1955), S. 6.
- Not All Germans are Guilty. In: The Gates of Zion, Juli 1954, S. 17–20.
- They settled in England: German Jewish Immigrants in the 19th Century. In: AJR Information, Mai 1954, S. 6.
- Nottingham’s lice pioneers. In: Nottingham Guardian Journal, Ausgaben vom 19. und 20. April 1954.
- German Jews in Ireland. In: AJR Information, Dezember 1953.
- Great Jewish chemists. In: Jewish Telegraph, Ausgabe vom 18. Dezember 1953.
- German Jews in Dundee. In: Jewish Chronicle, Ausgabe vom 20. November 1953, S. 15.
- Anti-Jewish Outbreaks in Modern Britain. In: The Gates of Zion, Juli 1952, S. 15–18, 21.
- Nazis in South America. In: The Wisconsin Jewish Chronicle, Ausgabe vom 8. September 1950, S. 47.
- The New Challenge to the Jew in South Africa and Argentina. In: Labor Israel, 43/44 (Juni 1950); S. 4.
- The Desecration of Synagogues: Germany’s Example. It cannot happen here. In: The Gates of Zion, April 1947, S. 32.
- Organized Antisemitism in Great Britain 1942–1946. Jewish Central Information Office, London 1946.